# De Bremstruik
De Bremstruik is een huis aan de Waldeck Pyrmontlaan 26 in Baarn in de provincie Utrecht. Het huis staat in het Wilhelminapark dat onderdeel is van rijksbeschermd dorpsgezicht Prins Hendrikpark e.o.
Het landhuis is het eerste ontwerp van architect K.W.P. de Bazel en was in 1901 gereed. Het pand straalt rust uit doordat bij het tekenen uit is gegaan van vaste rastermaten, die in bijvoorbeeld ramen en deuren terugkomen. 
Het tuinhuisje uit 1909 komt van het buitenhuis Prins Hendrikoord in Lage Vuursche, tegenwoordig het grondgebied van de gemeente Zeist. 

## Bewoning
De Bremstruik werd van 1901 tot 1918 bewoond door schrijver K.J.L. Alberdingk Thijm (Lodewijk van Deyssel). De grote kamer achter de kopgevel was de werkkamer van Van Deyssel.
Toen Van Deyssel en zijn vrouw op 26 november 1899 hun koperen bruiloft vierden in hotel Groeneveld kreeg hij van zijn literaire vrienden een lijfrente aangeboden en een bedrag van negenduizend gulden voor de aanschaf van een stuk grond met een daarop te bouwen huis. Het werd hem aangeboden door een speciaal gevormde commissie bestaande uit de Tachtigers Frederik van Eeden, Herman Gorter, Albert Verwey en Jan Pieter Veth. De aangeboden lijfrente was bijeengebracht door bewonderaars en vrienden. Het nieuw gebouwde huis kreeg als naam De Bremstruik en staat tegenover de oude woning van Alberdingk Thijm, villa Viletta. Het oorspronkelijke adres, nummer 55 werd later het adres Dillenburglaan 36. 